# Ol Eel
Ol Eel is de naam van de historische vereniging van het Noord Drentse tweelingdorp Eelde-Paterswolde.
De naam Ol Eel is streektaal voor Oud Eelde.
De vereniging is onder andere verantwoordelijk voor het oprichten van de Stichting Klompenmuseum Gebr. Wietzes die het Internationaal Klompenmuseum Eelde beheert.